# Jeff Bergman
Jeffrey Allen Bergman (Filadelfia, Pensilvania, 10 de julio de 1960) es un actor de voz estadounidense. Es conocido por ser la 2.ª voz de Pedro Picapiedra, Elmer Fudd, Bugs Bunny solo por Billy West pero después actual Eric Bauza Junto con  y la 2.ª voz del Pato Lucas. Junto con Joe Alaskey, Bergman es conocido por ser uno de los sucesores de Mel Blanc.

## Carrera
Originario de Filadelfia, Bergman estudió teatro y las comunicaciones en la Universidad de Pittsburgh, donde hizo su primer trabajo de voz cuando se involucró con una estación de radio dirigida por estudiantes y pasantes en las estaciones de radio KQV y WDVE en Pittsburgh. Una vez allí, se hizo su primer demo reel y se perfila en una historia en KDKA-TV. La historia fue recogida en revistas de noticias de televisión similares espectáculos y le ayudó a aterrizar su representación con la William Morris Agency después de su graduación de Pitt en 1983.
Los trabajos de Bergman con Warner Bros. comenzó cuando grabó una cinta de sí mismo para varios de los personajes que Mel Blanc interpretaba, incluyendo Bugs Bunny. Envió la cinta a la compañía de producción y utiliza un interruptor para alternar entre su trabajo y la grabación original Mel Blanc. Los productores fueron incapaces de distinguir la diferencia entre las voces, y Bergman se convirtió en el primer artista para proporcionar la voz de Bugs Bunny después de Mel Blanc, quien murió en 1989.
Su primera aparición en ese papel, así como los de Pato Lucas y Elmer Gruñón, fue en la década de 1990 en el corto de animación Box Office Bunny. Bergman expresó más tarde Bugs y Lucas de nuevo en los 1990 programas especiales de televisión Cartoon All-Stars to the Rescue y El día especial de la Tierra (dando voz a Piolín y Porky en el segundo). Bergman se promovió a sí mismo en gran medida como la nueva voz oficial de los personajes animados de Warner Bros.; Warner Bros. tomó excepción a esto, y para evitar la repetición del dominio de la exclusividad de Mel Blanc, comenzó a usar otros actores como Greg Burson y Billy West.
Bergman tuvo una pequeña aparición en Saturday Night Live como la voz de Bugs Bunny en 2003. Con el tiempo, después de casi 20 años, regresó como la voz de Bugs Bunny, el Pato Lucas, Gallo Claudio, el Gato Silvestre, Pepe Le Pew y Piolín en 2011 de The Looney Tunes Show. También volvió para la serie Wabbit en 2015.
Bergman también expresó George Jetson y el Sr. Spacely en Supersónicos: La película cuando sus anteriores actores de la voz, George O'Hanlon y Mel Blanc, murieran durante la producción. Bergman es un miembro del elenco recurrente de Padre de familia, por lo general expresando Pedro Picapiedra y el gato Silvestre, así como en The Cleveland Show.

## Carrera profesional
Bergman expresó a Pillsbury Doughboy de 1986 a 2013 luego de la muerte de Paul Frees en 1986. El trabajo de Bergman con Warner Bros. comenzó en 1986, grabando voces para The Bugs Bunny Show. Después de ser rechazado varias veces por los directores de Warner Bros., grabó una cinta de sí mismo como varios de los personajes de Blanc, incluido Bugs Bunny. Llevó la cinta a la productora y usó un interruptor para alternar entre su trabajo y la grabación original de Mel Blanc. El entonces presidente de Warner Bros., Edward Bleier, no pudo notar la diferencia entre las voces, y Bergman, a la edad de 29 años, se convirtió en el primer artista en proporcionar la voz de Bugs Bunny después de que Mel Blanc muriera el 10 de julio de 1989. – 29 cumpleaños de Bergman.
La primera actuación de Bergman como Bugs Bunny fue durante la 62.ª edición de los Premios de la Academia cuando Bugs presentó el Oscar al Mejor Cortometraje de Acción en Vivo. Prestó su voz a Bugs, así como a Daffy Duck, durante los especiales de televisión de 1990 Cartoon All-Stars to the Rescue y The Earth Day Special (también expresó a Tweety Bird y Porky Pig en este último). Ese mismo año, también prestó su voz a Bugs, Daffy y Porky en las secuencias animadas de Gremlins 2: The New Batch (1990). Más tarde, Bergman volvió a expresar a Bugs y Daffy, así como a Elmer Fudd en el cortometraje teatral Box-Office Bunny de 1991, el primero de Bugs en más de 25 años. Prestó su voz a Bugs, Daffy, Elmer y Yosemite Sam en el corto (Blooper) Bunny de 1991, así como a varios personajes (incluidos Sylvester the Cat y Foghorn Leghorn) en especiales animados de televisión y series animadas más nuevas como Tiny Toon Adventures y The Plucky Duck. Espectáculo.
Fuera de Looney Tunes, Bergman también expresó a George Jetson y Mr. Spacely en Jetsons: The Movie (1990) cuando sus actores de voz anteriores, George O'Hanlon y Mel Blanc, murieron durante la producción; había estado trabajando en su local. estación de radio en Pensilvania cuando recibió la llamada para viajar a California y completar el diálogo. También prestó su voz a George Jetson en la atracción del parque temático The Funtastic World of Hanna-Barbera. A mediados de la década de 1990, Bergman decidió no continuar prestando su voz a los Looney Tunes, ya que aún no estaba listo para comenzar una carrera en Los Ángeles. En ese momento, vivía en Pittsburgh, por lo que Warner Bros. contrató a otros actores de doblaje como Joe Alaskey (quien fue la primera persona en reemplazar a Blanc como la voz de Yosemite Sam en Quién engañó a Roger Rabbit en 1988), Greg Burson, Bob Bergen, Billy West y el hijo de Blanc, Noel Blanc.
A lo largo de las décadas de 1990 y 2000, Bergman continuó expresando varios personajes de Hanna-Barbera, a saber, Fred Flintstone, en especiales más nuevos como The Flintstones: On the Rocks luego del retiro de Henry Corden del papel en 2000, solo suplente de las voces de los Looney Tunes en tiempos cuando Alaska y West no estaban disponibles. En 2003, prestó su voz a Bugs en un sketch del programa de comedia de ls NBC Saturday Night Live. Finalmente, después de casi 20 años, y después de aparecer esporádicamente como los personajes de Looney Tunes durante casi dos décadas, regresó como la voz de Bugs Bunny, Daffy Duck, Foghorn Leghorn, Sylvester the Cat, Pepé Le Pew y Tweety en The Looney Tunes de 2011. También regresó para la serie New Looney Tunes de 2015, expresando a Bugs, Foghorn, Sylvester y Elmer Fudd, así como a otros personajes secundarios como Michigan J. Frog. También expresa algunos personajes en Looney Tunes Cartoons; Eric Bauza da voz a Bugs, Daffy y Tweety para esa serie, con Bergman a cargo de Foghorn, Sylvester y Elmer Fudd.
Bergman es un miembro recurrente del reparto en Padre de familia, por lo general interpretando a Fred Flintstone y Sylvester the Cat, así como The Cleveland Show y American Dad!.
Desde el 1 de abril de 2000 hasta el 19 de enero de 2015, Bergman también fue la voz de Boomerang de Turner Broadcasting.
Bergman tuvo un papel recurrente como pasante de radio Gus Kahana en la comedia dramática de AMC Remember WENN, que se emitió a fines de la década de 1990. También proporcionó la voz de Zap en Skylanders: Spyro's Adventure, Skylanders: Giants, Skylanders: Swap Force, Skylanders: Trap Team, Skylanders: SuperChargers y Skylanders: Imaginators.
Más recientemente, Bergman se convirtió en la nueva voz de Eustace Bagge en el crossover Courage the Cowardly Dog/Scooby-Doo, Straight Out of Nowhere, reemplazando a los actores de voz anteriores, el difunto Lionel Wilson y el difunto Arthur Anderson.

## Filmografía
| Año           | Serie/Película                                |
| 1990          | Los Supersónicos: la película                 |
| 1990          | Gremlins 2: la nueva generación               |
| 1990          | Cartoon All-Stars to the Rescue               |
| 1990-1991     | Las aventuras de los Tiny Toon                |
| 1991          | Bugs Bunny's Lunar Tunes                      |
| 1992          | Bugs Bunny's Creature Features                |
| 1992          | The Plucky Duck Show                          |
| 1995          | Ace Ventura: Detective de mascotas            |
| 1996          | Brand Spanking New! Doug                      |
| 1998          | The Secret of Mulan                           |
| 2001          | The Flintstones: On the Rocks                 |
| 2001          | The Jetsons: Father & Son Day                 |
| 2004          | Johnny Bravo                                  |
| 2004          | Teen Titans                                   |
| 2005          | Being Ian                                     |
| 2008-2009     | Seth MacFarlane's Cavalcade of Cartoon Comedy |
| 2006-2008     | Las aventuras de Tom y Jerry                  |
| 2006-presente | Padre de familia                              |
| 2010          | Tom and Jerry Meet Sherlock Holmes            |
| 2012          | Big Miracle                                   |
| 2012          | Jimmy Kimmel Live!                            |
| 2011-2014     | The Looney Tunes Show                         |
| 2013          | MAD                                           |
| 2015          | Wabbit                                        |
| 2020          | Looney Tunes Cartoons                         |
| 2021          | Space Jam: A New Legacy Pibby                 |